# Élections cantonales de 2011 dans les Bouches-du-Rhône
Les élections cantonales ont lieu les 20 et 27 mars 2011.
Lors de ces élections, 29 des 57 cantons des Bouches-du-Rhône sont renouvelés. Elles voient la reconduction de la majorité socialiste dirigé par Jean-Noël Guérini, président du conseil général depuis 1998, malgré la perte de deux élus au profit de l'UMP à Marseille, ainsi qu'une forte hausse du Front national.

## Contexte départemental

### Assemblée départementale sortante
| Parti                                | Sigle | Sigle | Élus |
| ------------------------------------ | ----- | ----- | ---- |
| Majorité (39 sièges)                 |       |       |      |
| Parti socialiste                     |       | PS    | 25   |
| Parti communiste français            |       | PCF   | 6    |
| Divers gauche                        |       | DVG   | 7    |
| Parti radical de gauche              |       | PRG   | 1    |
| Opposition (18 sièges)               |       |       |      |
| Union pour un mouvement populaire    |       | UMP   | 11   |
| Union des démocrates et indépendants |       | UDI   | 4    |
| Divers droite                        |       | DVD   | 3    |
| Président du Conseil général         |       |       |      |
| Jean-Noël Guérini (PS)               |       |       |      |

## Résultats à l'échelle du département
| Étiquette      | Étiquette                            | Premier tour | Premier tour | Second tour | Second tour | Sièges | +/- |
| Étiquette      | Étiquette                            | Voix         | %            | Voix        | %           | Sièges | +/- |
| -------------- | ------------------------------------ | ------------ | ------------ | ----------- | ----------- | ------ | --- |
|                | Parti socialiste                     | 66 379       | 25,57        | 109 303     | 40,04       | 18     | ±0  |
|                | Front de gauche (PCF, PG)            | 26 454       | 10,19        | 7 650       | 2,80        | 2      | ±0  |
|                | Europe Écologie Les Verts            | 22 430       | 8,64         |             |             |        |     |
|                | Parti radical de gauche              | 1 419        | 0,55         |             |             | 0      | -1  |
|                | Divers gauche                        | 1 133        | 0,44         | 0           | -1          |        |     |
|                | Extrême gauche dont POI, NPA         | 2 052        | 0,79         |             |             |        |     |
| Gauche         | Gauche                               | 119 867      | 46,18        | 116 953     | 42,84       | 20     | -2  |
|                |                                      |              |              |             |             |        |     |
|                | Front national                       | 69 730       | 26,86        | 93 441      | 34,23       | 0      | ±0  |
|                | Union pour un mouvement populaire    | 37 786       | 14,55        | 35 586      | 13,04       | 6      | +2  |
|                | Divers droite dont DLR, NC dissident | 16 167       | 6,23         | 12 950      | 4,74        | 2      | ±0  |
|                | Nouveau Centre                       | 9 662        | 3,72         | 14 058      | 5,15        | 2      | ±0  |
|                | Divers extrême droite                | 395          | 0,15         |             |             | 0      | ±0  |
| Droite         | Droite                               | 133 740      | 51,51        | 156 035     | 57,16       | 9      | +2  |
|                |                                      |              |              |             |             |        |     |
|                | Divers dont Le Trèfle, SE, MoDem     | 6 008        | 2,31         |             |             |        |     |
|                |                                      |              |              |             |             |        |     |
| Inscrits       | Inscrits                             | 612 662      | 100,00       | 655 961     | 100,00      |        |     |
| Abstention     | Abstention                           | 347 573      | 56,73        | 362 057     | 55,19       |        |     |
| Votants        | Votants                              | 265 089      | 43,26        | 293 904     | 44,81       |        |     |
| Blancs et nuls | Blancs et nuls                       | 5 474        | 2,06         | 20 916      | 7,12        |        |     |
| Exprimés       | Exprimés                             | 259 615      | 97,94        | 272 988     | 82,88       |        |     |

### Premier tour

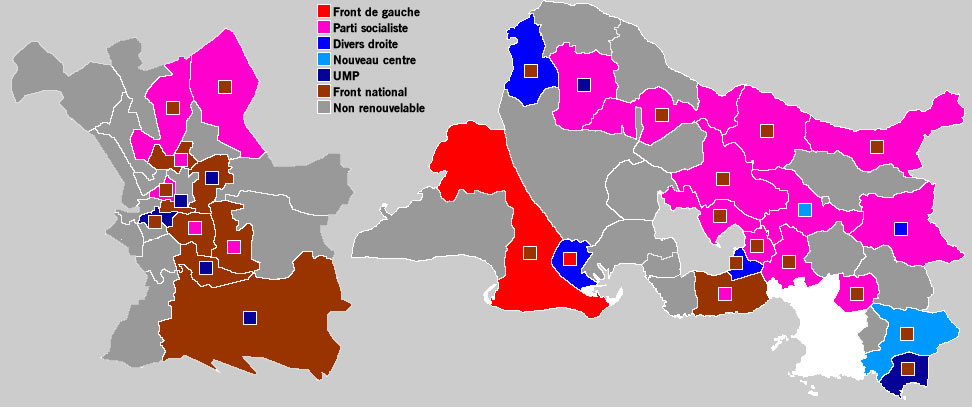
Parti arrivé en tête et en second au premier tour

Comme au niveau national, une très forte abstention et la forte poussée du Front national caractérisent le premier tour.
À Marseille, l'abstention et l'extrême droite sont encore plus fortes que dans le reste du département : le FN arrive en tête dans sept cantons et peut se maintenir au second tour dans l'ensemble des onze cantons renouvelables. Le Parti socialiste, fragilisé par les « affaires » touchant son leader Jean-Noël Guérini, voit deux de ses élus sortants éliminés dès ce premier tour et ne se maintient que dans les six cantons qu'il détenait déjà. Quant à l'UMP, elle ne peut se maintenir que dans cinq cantons.
Dans le reste du département, la percée de l'extrême droite et moins forte et elle n'est en tête que dans le canton de Châteauneuf-Côte-Bleue. La gauche se maintient partout à l'exception des cantons d'Aubagne-Est, la Ciotat et Marignane.
Les partis qualifiés pour le second tour sont :
- le Front national dans 25 cantons ;
- le Parti socialiste dans 18 cantons ;
- l'UMP dans 7 cantons ;
- des candidats divers droite dans 4 cantons ;
- le Nouveau Centre dans 2 cantons ;
- le Parti communiste dans 2 cantons.

### Second tour

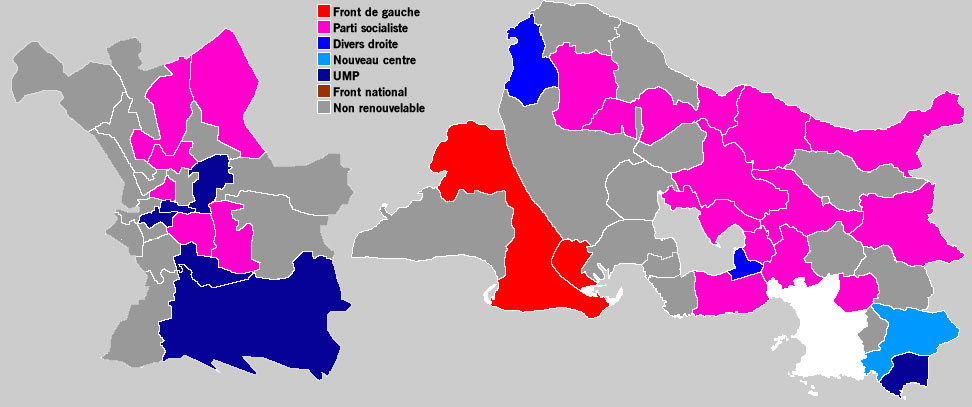
Conseillers généraux élus par parti

Globalement, la forte abstention et le changement du taux d'accès au second tour, fixé à 12,5 % des inscrits, empêchent la tenue de triangulaires. Le second tour voit donc se dérouler :
- 4 duels gauche-droite ;
- 8 duels droite-extrême droite, dont 5 à Marseille ;
- 17 duels gauche-extrême droite, dont 6 à Marseille.

Mais malgré certains ballotages favorables, notamment à Marseille, le Front national ne parvient pas à faire élire de conseiller général. Les sortants de gauche sont réélus face au FN, malgré l'absence de soutien de la part de l'UMP mais également d'Europe Écologie Les Verts, qui avait demandé que les candidats socialistes cessent de soutenir Jean-Noël Guérini. Les candidats socialistes et communistes remportent également les quatre duels qui les opposaient à la droite (UMP et divers droite).
Si l'UMP ne parvient pas à décrocher de sièges supplémentaires au second tour, elle s'empare néanmoins du Camas et de Notre-Dame-du-Mont où les sortants PRG et divers gauche avaient été éliminés au premier tour et où elle affrontait le FN. De même, les sortants de droite sont tous reconduits face à l'extrême droite.

### Résultats par zone géographique
|                |                | Cantons de Marseille | Cantons de Marseille | Cantons de Marseille | Cantons de Marseille | Cantons de Marseille | Cantons du Pays d'Aix | Cantons du Pays d'Aix | Cantons du Pays d'Aix | Cantons du Pays d'Aix | Cantons du Pays d'Aix |
| Parti          | Parti          | Premier tour         | Premier tour         | Second tour          | Second tour          | Élus                 | Premier tour          | Premier tour          | Second tour           | Second tour           | Élus                  |
| Parti          | Parti          | Voix                 | %                    | Voix                 | %                    | Élus                 | Voix                  | %                     | Voix                  | %                     | Élus                  |
| -------------- | -------------- | -------------------- | -------------------- | -------------------- | -------------------- | -------------------- | --------------------- | --------------------- | --------------------- | --------------------- | --------------------- |
|                | FN             | 24 089               | 30,44                | 34 554               | 40,97                | 0                    | 15 018                | 23,59                 | 14 772                | 21,49                 | 0                     |
|                | PS-PRG-DVG     | 19 497               | 24,64                | 28 156               | 33,39                | 6                    | 22 952                | 36,06                 | 42 298                | 61,54                 | 6                     |
|                | UMP-DVD-NC     | 17 683               | 22,35                | 21 626               | 25,64                | 5                    | 13 318                | 20,92                 | 11 665                | 16,97                 | 0                     |
|                | EÉLV           | 8 578                | 10,84                | -                    | -                    | 0                    | 6 836                 | 10,74                 | -                     | -                     | 0                     |
|                | FG             | 6 610                | 8,35                 | -                    | -                    | 0                    | 5 136                 | 8,07                  | -                     | -                     | 0                     |
|                | Autres         | 2 675                | 3,38                 | -                    | -                    | 0                    | 407                   | 0,64                  | -                     | -                     | 0                     |
|                |                |                      |                      |                      |                      |                      |                       |                       |                       |                       |                       |
| Inscrits       | Inscrits       | 216 329              | 100,00               | 219 294              | 100,00               |                      | 159 911               | 100,00                | 159 898               | 100,00                |                       |
| Abstention     | Abstention     | 135 603              | 62,68                | 128 203              | 58,46                |                      | 95 052                | 59,44                 | 86 651                | 54,19                 |                       |
| Votants        | Votants        | 80 727               | 37,32                | 91 091               | 41,54                |                      | 64 859                | 40,56                 | 73 247                | 45,81                 |                       |
| Blancs et nuls | Blancs et nuls | 1 595                | 1,98                 | 6 755                | 7,42                 |                      | 1 187                 | 1,83                  | 4 512                 | 6,16                  |                       |
| Exprimés       | Exprimés       | 79 132               | 98,02                | 84 336               | 92,58                |                      | 63 672                | 98,17                 | 68 735                | 93,84                 |                       |

### Assemblée départementale à l'issue des élections
| Parti                                | Sigle | Sigle | Élus |
| ------------------------------------ | ----- | ----- | ---- |
| Majorité (37 sièges)                 |       |       |      |
| Parti socialiste                     |       | PS    | 25   |
| Parti communiste français            |       | PCF   | 6    |
| Divers gauche                        |       | DVG   | 4    |
| PS dissidents                        |       | ex-PS | 2    |
| Opposition (20 sièges)               |       |       |      |
| Union pour un mouvement populaire    |       | UMP   | 13   |
| Union des démocrates et indépendants |       | UDI   | 4    |
| Divers droite                        |       | DVD   | 3    |
| Président du Conseil général         |       |       |      |
| Jean-Noël Guérini (PS)               |       |       |      |

## Résultats par canton

### Cantons de Marseille

#### Canton de Marseille-La Capelette
| Candidat       | Candidat            | Parti          | Premier tour | Premier tour | Second tour | Second tour |
| Candidat       | Candidat            | Parti          | Voix         | %            | Voix        | %           |
| -------------- | ------------------- | -------------- | ------------ | ------------ | ----------- | ----------- |
|                | Laurent Comas       | FN             | 2 487        | 37,58        | 3 673       | 47,75       |
|                | Janine Écochard*    | PS             | 1 723        | 26,04        | 4 018       | 52,25       |
|                | Catherine Chantelot | UMP            | 1 178        | 17,80        |             |             |
|                | Josiane Durrieu     | FG             | 478          | 7,22         |             |             |
|                | Jean-Pierre Fouquet | EÉLV           | 477          | 7,21         |             |             |
|                | Maryse Retali       | Le Trèfle      | 200          | 3,02         |             |             |
|                | Michèle Carayon     | LS - MNR       | 75           | 1,13         |             |             |
|                |                     |                |              |              |             |             |
| Inscrits       | Inscrits            | Inscrits       | 19 808       | 100,00       | 19 803      | 100,00      |
| Abstention     | Abstention          | Abstention     | 13 032       | 65,79        | 11 685      | 59,01       |
| Votants        | Votants             | Votants        | 6 776        | 34,21        | 8 118       | 40,99       |
| Blancs et nuls | Blancs et nuls      | Blancs et nuls | 158          | 2,32         | 428         | 5,27        |
| Exprimés       | Exprimés            | Exprimés       | 6 618        | 97,68        | 7 690       | 94,73       |

#### Canton de Marseille-La Pomme
| Candidat       | Candidat             | Parti          | Premier tour | Premier tour | Second tour | Second tour |
| Candidat       | Candidat             | Parti          | Voix         | %            | Voix        | %           |
| -------------- | -------------------- | -------------- | ------------ | ------------ | ----------- | ----------- |
|                | Christiane Bonnegent | FN             | 2 954        | 33,88        | 4 660       | 47,50       |
|                | René Olmeta*         | PS             | 2 077        | 23,82        | 5 151       | 52,50       |
|                | Thierry Santelli     | UMP            | 1 658        | 19,02        |             |             |
|                | Jacques Charton      | EÉLV           | 765          | 8,77         |             |             |
|                | Brigitte Poggiale    | FG             | 591          | 6,78         |             |             |
|                | André Charbit        | DVD            | 410          | 4,70         |             |             |
|                | Chérif Fahem         | MoDem          | 146          | 1,67         |             |             |
|                | Nicole Bareau        | POI            | 63           | 0,72         |             |             |
|                | Gérard Fleury        | EXD            | 54           | 0,62         |             |             |
|                | Béatrice Fontaine    | DVG            | 0            | 0,00         |             |             |
|                |                      |                |              |              |             |             |
| Inscrits       | Inscrits             | Inscrits       | 24 851       | 100,00       | 24 851      | 100,00      |
| Abstention     | Abstention           | Abstention     | 15 898       | 63,97        | 14 496      | 58,33       |
| Votants        | Votants              | Votants        | 8 953        | 36,03        | 10 355      | 41,67       |
| Blancs et nuls | Blancs et nuls       | Blancs et nuls | 235          | 2,62         | 544         | 5,25        |
| Exprimés       | Exprimés             | Exprimés       | 8 718        | 97,38        | 9 811       | 94,75       |

#### Canton de Marseille-Le Camas
| Candidat       | Candidat               | Parti          | Premier tour | Premier tour | Second tour | Second tour |
| Candidat       | Candidat               | Parti          | Voix         | %            | Voix        | %           |
| -------------- | ---------------------- | -------------- | ------------ | ------------ | ----------- | ----------- |
|                | Richard Bonacase       | FN             | 1 619        | 24,16        | 2 256       | 39,48       |
|                | Marine Pustorino       | UMP            | 1 546        | 23,07        | 3 458       | 60,52       |
|                | Antoine Rouzaud*       | PRG            | 1 419        | 21,17        |             |             |
|                | Michèle Rubirola-Blanc | EÉLV           | 1 081        | 16,13        |             |             |
|                | Philippe Blache        | FG             | 804          | 12,00        |             |             |
|                | Monique Carbonnel      | Le Trèfle      | 161          | 2,40         |             |             |
|                | Alain Persia           | DVD            | 72           | 1,07         |             |             |
|                |                        |                |              |              |             |             |
| Inscrits       | Inscrits               | Inscrits       | 16 209       | 100,00       | 16 205      | 100,00      |
| Abstention     | Abstention             | Abstention     | 9 355        | 57,71        | 9 465       | 58,41       |
| Votants        | Votants                | Votants        | 6 854        | 42,29        | 6 740       | 41,59       |
| Blancs et nuls | Blancs et nuls         | Blancs et nuls | 152          | 2,22         | 1 026       | 15,22       |
| Exprimés       | Exprimés               | Exprimés       | 6 702        | 97,78        | 5 714       | 84,78       |

#### Canton de Marseille-Les Cinq-Avenues
| Candidat       | Candidat                | Parti          | Premier tour | Premier tour | Second tour | Second tour |
| Candidat       | Candidat                | Parti          | Voix         | %            | Voix        | %           |
| -------------- | ----------------------- | -------------- | ------------ | ------------ | ----------- | ----------- |
|                | Marie-Arlette Carlotti* | PS             | 1 744        | 25,19        | 4 851       | 64,46       |
|                | Elisabeth Philippe      | FN             | 1 595        | 23,04        | 2 675       | 35,54       |
|                | Patrick Padovani        | UMP            | 1 426        | 20,60        |             |             |
|                | Flora Boulay            | EÉLV           | 1 069        | 15,44        |             |             |
|                | Gilles Aspinas          | FG             | 662          | 9,56         |             |             |
|                | Robert Silvani          | Le Trèfle      | 151          | 2,18         |             |             |
|                | Thierry Noël            | SE             | 119          | 1,72         |             |             |
|                | Chantal Sebag           | DVG            | 77           | 1,11         |             |             |
|                | Coulibaly Aly           | DVD            | 51           | 0,74         |             |             |
|                | Corinne Raynaud         | POI            | 30           | 0,43         |             |             |
|                |                         |                |              |              |             |             |
| Inscrits       | Inscrits                | Inscrits       | 18 451       | 100,00       | 18 447      | 100,00      |
| Abstention     | Abstention              | Abstention     | 11 403       | 61,80        | 10 382      | 56,28       |
| Votants        | Votants                 | Votants        | 7 048        | 38,20        | 8 065       | 43,72       |
| Blancs et nuls | Blancs et nuls          | Blancs et nuls | 124          | 1,76         | 539         | 6,68        |
| Exprimés       | Exprimés                | Exprimés       | 6 924        | 98,24        | 7 526       | 93,32       |

#### Canton de Marseille-Les Olives
| Candidat       | Candidat            | Parti          | Premier tour | Premier tour | Second tour | Second tour |
| Candidat       | Candidat            | Parti          | #            | %            | #           | %           |
| -------------- | ------------------- | -------------- | ------------ | ------------ | ----------- | ----------- |
|                | Christophe Masse    | PS             | 2 979        | 37,62        | 5 204       | 58,31       |
|                | Alexandre Bartolini | FN             | 2 644        | 33,39        | 3 721       | 41,69       |
|                | Sonia Arziano       | NC             | 1 047        | 13,22        |             |             |
|                | Jérémy Bacchi       | FG             | 549          | 6,93         |             |             |
|                | Bruno Cocaign       | EÉLV           | 507          | 6,40         |             |             |
|                | Éric Talles         | Le Trèfle      | 192          | 2,42         |             |             |
|                |                     |                |              |              |             |             |
| Inscrits       | Inscrits            | Inscrits       | 19 668       | 100,00       | 19 665      | 100,00      |
| Abstention     | Abstention          | Abstention     | 11 617       | 59,07        | 10 327      | 52,51       |
| Votants        | Votants             | Votants        | 8 051        | 40,93        | 9 338       | 47,49       |
| Blancs et nuls | Blancs et nuls      | Blancs et nuls | 133          | 1,65         | 413         | 4,42        |
| Exprimés       | Exprimés            | Exprimés       | 7 918        | 98,35        | 8 925       | 95,58       |

#### Canton de Marseille-Mazargues
| Candidat       | Candidat                | Parti          | Premier tour | Premier tour | Second tour | Second tour |
| Candidat       | Candidat                | Parti          | Voix         | %            | Voix        | %           |
| -------------- | ----------------------- | -------------- | ------------ | ------------ | ----------- | ----------- |
|                | Didier Réault           | UMP            | 2 463        | 27,66        | 5 133       | 59,35       |
|                | Bernard Marandat        | FN             | 2 554        | 28,68        | 3 515       | 40,65       |
|                | Benoît Payan            | PS             | 1 780        | 19,99        |             |             |
|                | Christian Raynaud       | EÉLV           | 1 032        | 11,59        |             |             |
|                | Alain Hayot             | FG             | 583          | 6,55         |             |             |
|                | Michel Collet-Fenetrier | DVD            | 272          | 3,05         |             |             |
|                | Catherine Grolière      | Le Trèfle      | 221          | 2,48         |             |             |
|                |                         |                |              |              |             |             |
| Inscrits       | Inscrits                | Inscrits       | 23 836       | 100,00       | 23 830      | 100,00      |
| Abstention     | Abstention              | Abstention     | 14 779       | 62,00        | 14 280      | 59,92       |
| Votants        | Votants                 | Votants        | 9 057        | 38,00        | 9 550       | 40,08       |
| Blancs et nuls | Blancs et nuls          | Blancs et nuls | 152          | 1,68         | 902         | 9,45        |
| Exprimés       | Exprimés                | Exprimés       | 8 905        | 98,32        | 8 648       | 90,55       |

#### Canton de Marseille-Montolivet
| Candidat       | Candidat                 | Parti          | Premier tour | Premier tour | Second tour | Second tour |
| Candidat       | Candidat                 | Parti          | Voix         | %            | Voix        | %           |
| -------------- | ------------------------ | -------------- | ------------ | ------------ | ----------- | ----------- |
|                | Marie-Claude Aucouturier | FN             | 2 487        | 30,73        | 3 486       | 42,48       |
|                | Maurice Rey              | UMP            | 1 967        | 24,31        | 4 721       | 57,52       |
|                | Charles Vigny            | PS             | 1 268        | 15,67        |             |             |
|                | Pierre Sémériva          | EÉLV           | 1 030        | 12,73        |             |             |
|                | Christine Didon          | FG             | 552          | 6,82         |             |             |
|                | Gérard Audibert          | NC diss.       | 472          | 5,83         |             |             |
|                | Philippe Bonifay         | Modem          | 197          | 2,43         |             |             |
|                | Gaultier Crot            | DLR            | 78           | 0,96         |             |             |
|                | Francis Belotti          | LS             | 41           | 0,51         |             |             |
|                |                          |                |              |              |             |             |
| Inscrits       | Inscrits                 | Inscrits       | 21 790       | 100,00       | 21 787      | 100,00      |
| Abstention     | Abstention               | Abstention     | 13 549       | 62,18        | 12 792      | 58,71       |
| Votants        | Votants                  | Votants        | 8 241        | 37,82        | 8 995       | 41,29       |
| Blancs et nuls | Blancs et nuls           | Blancs et nuls | 149          | 1,80         | 788         | 8,76        |
| Exprimés       | Exprimés                 | Exprimés       | 8 092        | 99,98        | 8 207       | 91,24       |

#### Canton de Marseille-Notre-Dame-du-Mont
| Candidat       | Candidat                | Parti          | Premier tour | Premier tour | Second tour | Second tour |
| Candidat       | Candidat                | Parti          | Voix         | %            | Voix        | %           |
| -------------- | ----------------------- | -------------- | ------------ | ------------ | ----------- | ----------- |
|                | Solange Biaggi          | UMP            | 1 360        | 23,66        | 3 341       | 64,84       |
|                | Mireille Barde          | FN             | 1 282        | 22,30        | 1 812       | 35,16       |
|                | Jocelyn Zeitoun         | DVG            | 1 133        | 19,71        |             |             |
|                | Sébastien Barles        | EÉLV           | 1 072        | 18,65        |             |             |
|                | Marie Batoux            | FG             | 637          | 11,08        |             |             |
|                | Dominique Surry         | ÉCO            | 68           | 1,18         |             |             |
|                | Conception Denia-Salone | ÉCO            | 62           | 1,08         |             |             |
|                | Nathalie Lagneau        | ÉCO            | 50           | 0,87         |             |             |
|                | Hubert Savon            | LS             | 44           | 0,77         |             |             |
|                | Jeanne Calderon         | POI            | 40           | 0,70         |             |             |
|                |                         |                |              |              |             |             |
| Inscrits       | Inscrits                | Inscrits       | 16 962       | 100,00       | 16 960      | 100,00      |
| Abstention     | Abstention              | Abstention     | 11 118       | 65,55        | 10 931      | 64,45       |
| Votants        | Votants                 | Votants        | 5 844        | 34,45        | 6 029       | 35,55       |
| Blancs et nuls | Blancs et nuls          | Blancs et nuls | 96           | 1,64         | 876         | 14,53       |
| Exprimés       | Exprimés                | Exprimés       | 5 748        | 98,36        | 5 153       | 85,47       |

#### Canton de Marseille-Saint-Barthélemy
| Candidat       | Candidat                | Parti          | Premier tour | Premier tour | Second tour | Second tour |
| Candidat       | Candidat                | Parti          | Voix         | %            | Voix        | %           |
| -------------- | ----------------------- | -------------- | ------------ | ------------ | ----------- | ----------- |
|                | Denis Rossi             | PS             | 2 180        | 35,86        | 4 881       | 63,70       |
|                | Stéphane Ravier         | FN             | 2 079        | 34,19        | 2 782       | 36,30       |
|                | Sylvain Souvestre       | UMP            | 559          | 9,19         |             |             |
|                | Hervé Ferdinand Richard | EÉLV           | 505          | 8,31         |             |             |
|                | Marion Honde            | FG             | 424          | 6,97         |             |             |
|                | Charles Hoareau         | EXG            | 298          | 4,90         |             |             |
|                | Joséphone Sivkovich     | LS             | 35           | 0,58         |             |             |
|                |                         |                |              |              |             |             |
| Inscrits       | Inscrits                | Inscrits       | 18 488       | 100,00       | 18 486      | 100,00      |
| Abstention     | Abstention              | Abstention     | 12 279       | 66,42        | 10 554      | 57,09       |
| Votants        | Votants                 | Votants        | 6 209        | 33,58        | 7 932       | 42,91       |
| Blancs et nuls | Blancs et nuls          | Blancs et nuls | 129          | 2,08         | 269         | 3,39        |
| Exprimés       | Exprimés                | Exprimés       | 6 080        | 97,92        | 7 663       | 96,61       |

#### Canton de Marseille-Saint-Just
| Candidat       | Candidat             | Parti          | Premier tour | Premier tour | Second tour | Second tour |
| Candidat       | Candidat             | Parti          | Voix         | %            | Voix        | %           |
| -------------- | -------------------- | -------------- | ------------ | ------------ | ----------- | ----------- |
|                | Christophe Pietrucci | FN             | 1 866        | 34,12        | 2 673       | 39,75       |
|                | Michel Pezet         | PS             | 1 747        | 31,94        | 4 051       | 60,25       |
|                | Haouria Hadj-Chikh   | FG             | 840          | 15,36        |             |             |
|                | Didier Zanini        | UMP            | 526          | 9,62         |             |             |
|                | Kader Sahbani        | EÉLV           | 280          | 5,12         |             |             |
|                | Stanislas Makowka    | Le Trèfle      | 109          | 1,99         |             |             |
|                | Béatrice Bonnifay    | POI            | 51           | 0,93         |             |             |
|                | Eliane Boudara       | DVD            | 50           | 0,91         |             |             |
|                |                      |                |              |              |             |             |
| Inscrits       | Inscrits             | Inscrits       | 17 310       | 100,00       | 17 308      | 100,00      |
| Abstention     | Abstention           | Abstention     | 11 705       | 67,62        | 10 362      | 59,87       |
| Votants        | Votants              | Votants        | 5 605        | 32,38        | 6 946       | 40,13       |
| Blancs et nuls | Blancs et nuls       | Blancs et nuls | 136          | 2,43         | 222         | 3,20        |
| Exprimés       | Exprimés             | Exprimés       | 5 469        | 97,57        | 6 724       | 96,80       |

#### Canton de Marseille-Sainte-Marguerite
| Candidat       | Candidat              | Parti          | Premier tour | Premier tour | Second tour | Second tour |
| Candidat       | Candidat              | Parti          | Voix         | %            | Voix        | %           |
| -------------- | --------------------- | -------------- | ------------ | ------------ | ----------- | ----------- |
|                | Jean-François Veloson | FN             | 2 522        | 31,69        | 3 301       | 39,90       |
|                | Didier Garnier        | UMP            | 2 451        | 30,80        | 4 973       | 60,10       |
|                | Cédric Matthews       | MRC            | 1 447        | 18,18        |             |             |
|                | Sophie Sicoi          | EÉLV           | 760          | 9,55         |             |             |
|                | Jean-marc Cavagnara   | FG             | 490          | 6,16         |             |             |
|                | Vincent Vidal         | Le Trèfle      | 191          | 2,40         |             |             |
|                | Stéphanie Brun-Pothin | DVD            | 97           | 1,22         |             |             |
|                |                       |                |              |              |             |             |
| Inscrits       | Inscrits              | Inscrits       | 21 956       | 100,00       | 21 952      | 100,00      |
| Abstention     | Abstention            | Abstention     | 13 867       | 63,16        | 12 930      | 58,90       |
| Votants        | Votants               | Votants        | 8 089        | 36,84        | 9 022       | 41,10       |
| Blancs et nuls | Blancs et nuls        | Blancs et nuls | 131          | 1,62         | 748         | 8,29        |
| Exprimés       | Exprimés              | Exprimés       | 7 958        | 98,38        | 8 274       | 91,71       |

### Cantons hors Marseille

#### Canton d'Aix-en-Provence-Sud-Ouest
| Candidats      | Candidats        | Étiquette      | Premier tour | Premier tour | Second tour | Second tour |
| Candidats      | Candidats        | Étiquette      | Voix         | %            | Voix        | %           |
| -------------- | ---------------- | -------------- | ------------ | ------------ | ----------- | ----------- |
|                | André Guinde*    | PS             | 4 792        | 31,64        | 8 472       | 55,28       |
|                | Robert Dagorne   | NC             | 4 026        | 26,59        | 6 854       | 44,72       |
|                | Ianis Cercariolo | FN             | 3 385        | 22,35        |             |             |
|                | Abbassia Bachi   | EÉLV           | 2 146        | 14,17        |             |             |
|                | Anne Mesliand    | FG             | 794          | 5,24         |             |             |
|                |                  |                |              |              |             |             |
| Inscrits       | Inscrits         | Inscrits       | 46 464       | 100,00       | 46 456      | 100,00      |
| Abstentions    | Abstentions      | Abstentions    | 31 020       | 66,76        | 29 801      | 64,15       |
| Votants        | Votants          | Votants        | 15 444       | 33,24        | 16 655      | 35,85       |
| Blancs et nuls | Blancs et nuls   | Blancs et nuls | 301          | 1,94         | 1 329       | 7,98        |
| Exprimés       | Exprimés         | Exprimés       | 15 143       | 98,06        | 15 326      | 92,02       |

*sortant

#### Canton d'Allauch
| Candidats      | Candidats               | Étiquette      | Premier tour | Premier tour | Second tour | Second tour |
| Candidats      | Candidats               | Étiquette      | Voix         | %            | Voix        | %           |
| -------------- | ----------------------- | -------------- | ------------ | ------------ | ----------- | ----------- |
|                | Richard Eouzan *        | PS             | 4 341        | 39,25        | 6 658       | 57,36       |
|                | José Gonzalez           | FN             | 3 273        | 29,59        | 4 949       | 42,64       |
|                | Laurent Simon           | UMP            | 1 798        | 16,26        |             |             |
|                | Laurence Ernault-Clauws | FG             | 901          | 8,15         |             |             |
|                | Patrice Daude           | Le Trèfle      | 747          | 6,75         |             |             |
|                |                         |                |              |              |             |             |
| Inscrits       | Inscrits                | Inscrits       | 25 491       | 100,00       | 25 491      | 100,00      |
| Abstentions    | Abstentions             | Abstentions    | 14 146       | 55,49        | 12 973      | 50,89       |
| Votants        | Votants                 | Votants        | 11 345       | 44,51        | 12 518      | 49,11       |
| Blancs et nuls | Blancs et nuls          | Blancs et nuls | 285          | 2,51         | 911         | 7,28        |
| Exprimés       | Exprimés                | Exprimés       | 11 060       | 97,49        | 11 607      | 92,72       |

*sortant

#### Canton d'Arles-Ouest
| Candidats      | Candidats          | Étiquette      | Premier tour | Premier tour | Second tour | Second tour |
| Candidats      | Candidats          | Étiquette      | Voix         | %            | Voix        | %           |
| -------------- | ------------------ | -------------- | ------------ | ------------ | ----------- | ----------- |
|                | Hervé Schiavetti*  | FG             | 3 385        | 47,00        | 5 314       | 67,94       |
|                | Jean-Louis Limonta | FN             | 1 788        | 24,83        | 2 508       | 32,06       |
|                | David Grzyb        | PS             | 1 082        | 15,02        |             |             |
|                | Serge Berthomieu   | UMP            | 634          | 8,80         |             |             |
|                | Sylvie Pasquini    | NPA            | 313          | 4,35         |             |             |
|                |                    |                |              |              |             |             |
| Inscrits       | Inscrits           | Inscrits       | 17 786       | 100,00       | 17 786      | 100,00      |
| Abstentions    | Abstentions        | Abstentions    | 10 409       | 58,52        | 9 275       | 53,04       |
| Votants        | Votants            | Votants        | 7 377        | 41,48        | 8 211       | 46,96       |
| Blancs et nuls | Blancs et nuls     | Blancs et nuls | 175          | 2,37         | 389         | 4,73        |
| Exprimés       | Exprimés           | Exprimés       | 7 202        | 97,63        | 7 822       | 95,26       |

*sortant

#### Canton d'Aubagne-Est
| Candidats      | Candidats            | Étiquette      | Premier tour | Premier tour | Second tour | Second tour |
| Candidats      | Candidats            | Étiquette      | Voix         | %            | Voix        | %           |
| -------------- | -------------------- | -------------- | ------------ | ------------ | ----------- | ----------- |
|                | Roland Giberti*      | NC             | 4 589        | 36,18        | 7 204       | 59,93       |
|                | Joëlle Melin         | FN             | 3 628        | 28,60        | 4 816       | 40,07       |
|                | Magali Giovannangeli | FG             | 2 729        | 21,52        |             |             |
|                | Denis Grandjean      | EÉLV           | 1 067        | 8,41         |             |             |
|                | Michèle Lesbrot      | Le Trèfle      | 367          | 2,89         |             |             |
|                | Jean-Marie Orihuel   | MoDem          | 304          | 2,40         |             |             |
|                |                      |                |              |              |             |             |
| Inscrits       | Inscrits             | Inscrits       | 31 633       | 100,00       | 31 631      | 100,00      |
| Abstentions    | Abstentions          | Abstentions    | 18 685       | 59,07        | 18 304      | 57,87       |
| Votants        | Votants              | Votants        | 12 948       | 40,93        | 13 327      | 42,13       |
| Blancs et nuls | Blancs et nuls       | Blancs et nuls | 264          | 2,03         | 1 307       | 9,81        |
| Exprimés       | Exprimés             | Exprimés       | 12 684       | 97,96        | 12 020      | 90,19       |

*sortant

#### Canton de Berre-l'Étang
| Candidats      | Candidats        | Étiquette      | Premier tour | Premier tour | Second tour | Second tour |
| Candidats      | Candidats        | Étiquette      | Voix         | %            | Voix        | %           |
| -------------- | ---------------- | -------------- | ------------ | ------------ | ----------- | ----------- |
|                | Mario Martinet*  | PS             | 3 442        | 36,80        | 5 957       | 58,79       |
|                | Gérald Gerin     | FN             | 2 825        | 30,20        | 4 189       | 41,21       |
|                | Corinne Lucchini | UMP            | 1 149        | 12,28        |             |             |
|                | Gérald Autechaud | FG             | 1 084        | 11,59        |             |             |
|                | Hélène Barbry    | GÉ             | 649          | 6,94         |             |             |
|                | Marcel Goupillon | EÉLV           | 205          | 2,19         |             |             |
|                |                  |                |              |              |             |             |
| Inscrits       | Inscrits         | Inscrits       | 23 510       | 100,00       | 23 510      | 100,00      |
| Abstentions    | Abstentions      | Abstentions    | 13 929       | 59,25        | 12 716      | 54,09       |
| Votants        | Votants          | Votants        | 9 581        | 40,75        | 10 794      | 45,91       |
| Blancs et nuls | Blancs et nuls   | Blancs et nuls | 227          | 2,37         | 630         | 5,84        |
| Exprimés       | Exprimés         | Exprimés       | 9 354        | 97,63        | 10 164      | 94,16       |

*sortant

#### Canton de Châteauneuf-Côte-Bleue
| Candidats      | Candidats          | Étiquette      | Premier tour | Premier tour | Second tour | Second tour |
| Candidats      | Candidats          | Étiquette      | Voix         | %            | Voix        | %           |
| -------------- | ------------------ | -------------- | ------------ | ------------ | ----------- | ----------- |
|                | Paul Cupolati      | FN             | 4 589        | 29,48        | 7 345       | 44,77       |
|                | Vincent Burroni*   | PS             | 4 141        | 26,60        | 9 062       | 55,23       |
|                | Carole Ingenito    | UMP            | 3 096        | 19,89        |             |             |
|                | Alain Croce        | FG             | 1 892        | 12,15        |             |             |
|                | André Duclot       | EÉLV           | 1 505        | 9,67         |             |             |
|                | Antoine Franceschi | SE             | 344          | 2,21         |             |             |
|                |                    |                |              |              |             |             |
| Inscrits       | Inscrits           | Inscrits       | 36 858       | 100,00       | 36 854      | 100,00      |
| Abstentions    | Abstentions        | Abstentions    | 20 970       | 56,89        | 19 233      | 52,19       |
| Votants        | Votants            | Votants        | 15 888       | 43,11        | 17 621      | 47,81       |
| Blancs et nuls | Blancs et nuls     | Blancs et nuls | 321          | 2,02         | 1 214       | 6,89        |
| Exprimés       | Exprimés           | Exprimés       | 15 567       | 97,98        | 16 407      | 93,11       |

*sortant

#### Canton de La Ciotat
| Candidats      | Candidats            | Étiquette      | Premier tour | Premier tour | Second tour | Second tour |
| Candidats      | Candidats            | Étiquette      | Voix         | %            | Voix        | %           |
| -------------- | -------------------- | -------------- | ------------ | ------------ | ----------- | ----------- |
|                | Patrick Boré*        | UMP            | 3 884        | 33,07        | 6 599       | 58,62       |
|                | Yann Farina          | FN             | 2 966        | 25,26        | 4 658       | 41,38       |
|                | Karim Ghendouf       | FG             | 1 802        | 15,34        |             |             |
|                | Jean-Pierre Repiquet | PS             | 1 411        | 12,01        |             |             |
|                | Patrick Cabrillon    | EÉLV           | 1 201        | 10,23        |             |             |
|                | Michel Buscetti      | SE             | 480          | 4,09         |             |             |
|                |                      |                |              |              |             |             |
| Inscrits       | Inscrits             | Inscrits       | 29 928       | 100,00       | 29 930      | 100,00      |
| Abstentions    | Abstentions          | Abstentions    | 17 928       | 59,90        | 16 983      | 56,74       |
| Votants        | Votants              | Votants        | 12 000       | 40,10        | 12 947      | 43,26       |
| Blancs et nuls | Blancs et nuls       | Blancs et nuls | 256          | 2,13         | 1 690       | 13,05       |
| Exprimés       | Exprimés             | Exprimés       | 11 744       | 97,87        | 11 257      | 86,95       |

*sortant

#### Canton d'Eyguières
| Candidats      | Candidats           | Étiquette      | Premier tour | Premier tour | Second tour | Second tour |
| Candidats      | Candidats           | Étiquette      | Voix         | %            | Voix        | %           |
| -------------- | ------------------- | -------------- | ------------ | ------------ | ----------- | ----------- |
|                | Daniel Conte*       | PS             | 3 265        | 42,31        | 4 887       | 61,67       |
|                | José Delcroix       | FN             | 2 113        | 27,38        | 3 038       | 38,33       |
|                | Christian Estripeau | UMP            | 1 023        | 13,26        |             |             |
|                | Anne Bousquet       | EÉLV           | 864          | 11,20        |             |             |
|                | Mireille Bremond    | FG             | 451          | 5,84         |             |             |
|                |                     |                |              |              |             |             |
| Inscrits       | Inscrits            | Inscrits       | 17 729       | 100,00       | 17 727      | 100,00      |
| Abstentions    | Abstentions         | Abstentions    | 9 797        | 55,26        | 9 315       | 52,55       |
| Votants        | Votants             | Votants        | 7 932        | 44,74        | 8 412       | 47,45       |
| Blancs et nuls | Blancs et nuls      | Blancs et nuls | 216          | 2,72         | 487         | 5,79        |
| Exprimés       | Exprimés            | Exprimés       | 7 716        | 97,28        | 7 925       | 94,21       |

*sortant

#### Canton de Lambesc
| Candidats      | Candidats           | Étiquette      | Premier tour | Premier tour | Second tour | Second tour |
| Candidats      | Candidats           | Étiquette      | Voix         | %            | Voix        | %           |
| -------------- | ------------------- | -------------- | ------------ | ------------ | ----------- | ----------- |
|                | Jacky Gerard*       | PS             | 4 310        | 45,74        | 9 502       | 68,77       |
|                | Alex Doreau         | FN             | 1 956        | 20,76        | 2 953       | 31,23       |
|                | Michèle Cannone     | UMP            | 1 718        | 18,23        |             |             |
|                | Jeanne Meunier      | EÉLV           | 939          | 9,97         |             |             |
|                | Loïc Martin-Jaubert | FG             | 499          | 5,30         |             |             |
|                |                     |                |              |              |             |             |
| Inscrits       | Inscrits            | Inscrits       | 20 230       | 100,00       | 20 228      | 100,00      |
| Abstentions    | Abstentions         | Abstentions    | 10 653       | 52,66        | 10 121      | 50,03       |
| Votants        | Votants             | Votants        | 9 577        | 47,34        | 10 107      | 49,97       |
| Blancs et nuls | Blancs et nuls      | Blancs et nuls | 155          | 1,62         | 652         | 6,45        |
| Exprimés       | Exprimés            | Exprimés       | 9 422        | 98,38        | 9 455       | 93,55       |

*sortant

#### Canton de Marignane
| Candidats      | Candidats            | Étiquette      | Premier tour | Premier tour | Second tour | Second tour |
| Candidats      | Candidats            | Étiquette      | Voix         | %            | Voix        | %           |
| -------------- | -------------------- | -------------- | ------------ | ------------ | ----------- | ----------- |
|                | Éric Le Dissès       | DVD            | 3 844        | 34,23        | 6 939       | 62,84       |
|                | Alde Vinci           | FN             | 2 300        | 20,48        | 4 103       | 37,16       |
|                | Claude Piccirillo    | DVD            | 2 000        | 17,81        |             |             |
|                | Vincent Gomez        | PS             | 1 128        | 10,13        |             |             |
|                | Daniel Simonpieri*   | DVD            | 784          | 6,98         |             |             |
|                | Sophie Camard        | EÉLV           | 606          | 5,40         |             |             |
|                | Marie-Claude Gargani | FG             | 420          | 3,74         |             |             |
|                | Maurice Petit        | EXD            | 86           | 0,77         |             |             |
|                | Michel Zarb          | DVD            | 53           | 0,47         |             |             |
|                |                      |                |              |              |             |             |
| Inscrits       | Inscrits             | Inscrits       | 26 990       | 100,00       | 26 991      | 100,00      |
| Abstentions    | Abstentions          | Abstentions    | 15 505       | 57,45        | 15 226      | 56,41       |
| Votants        | Votants              | Votants        | 11 485       | 42,55        | 11 765      | 43,59       |
| Blancs et nuls | Blancs et nuls       | Blancs et nuls | 254          | 2,21         | 723         | 4,75        |
| Exprimés       | Exprimés             | Exprimés       | 11 231       | 97,78        | 11 042      | 95,25       |

*sortant

#### Canton de Pélissanne
| Candidats      | Candidats              | Étiquette      | Premier tour | Premier tour | Second tour | Second tour |
| Candidats      | Candidats              | Étiquette      | Voix         | %            | Voix        | %           |
| -------------- | ---------------------- | -------------- | ------------ | ------------ | ----------- | ----------- |
|                | Jean-Pierre Maggi*     | PS             | 4 555        | 31,30        | 8 844       | 59,23       |
|                | Philippe Houze         | FN             | 3 487        | 23,96        | 6 088       | 40,77       |
|                | Claude Filippi         | UMP            | 3 215        | 22,09        |             |             |
|                | Erik Bonnaud           | EÉLV           | 1 568        | 10,77        |             |             |
|                | Hélène Le Cacheux      | FG             | 777          | 5,34         |             |             |
|                | Denis Vial             | GÉ             | 708          | 4,86         |             |             |
|                | Jean-Marie Mure-Ravaud | DVD            | 243          | 1,67         |             |             |
|                |                        |                |              |              |             |             |
| Inscrits       | Inscrits               | Inscrits       | 35 166       | 100,00       | 35 166      | 100,00      |
| Abstentions    | Abstentions            | Abstentions    | 20 218       | 57,49        | 18 910      | 53,77       |
| Votants        | Votants                | Votants        | 14 948       | 42,51        | 16 256      | 46,23       |
| Blancs et nuls | Blancs et nuls         | Blancs et nuls | 395          | 2,64         | 1 329       | 8,14        |
| Exprimés       | Exprimés               | Exprimés       | 14 553       | 97,36        | 14 932      | 91,86       |

*sortant

#### Canton des Pennes-Mirabeau
| Candidats      | Candidats            | Étiquette      | Premier tour | Premier tour | Second tour | Second tour |
| Candidats      | Candidats            | Étiquette      | Voix         | %            | Voix        | %           |
| -------------- | -------------------- | -------------- | ------------ | ------------ | ----------- | ----------- |
|                | Michel Amiel *       | PS             | 5 032        | 36,87        | 8 639       | 61,47       |
|                | Henry Laurent        | FN             | 3 526        | 25,84        | 5 416       | 38,53       |
|                | Sophie Celton        | FG             | 1 953        | 14,31        |             |             |
|                | Hervé Fabre-Aubrespy | UMP            | 1 716        | 12,57        |             |             |
|                | Rosy Inaudi          | EÉLV           | 802          | 5,88         |             |             |
|                | Bastien Sfrecola     | DVD            | 618          | 4,53         |             |             |
|                |                      |                |              |              |             |             |
| Inscrits       | Inscrits             | Inscrits       | 32 635       | 100,00       | 32 635      | 100,00      |
| Abstentions    | Abstentions          | Abstentions    | 18 796       | 57,59        | 17 780      | 54,48       |
| Votants        | Votants              | Votants        | 13 839       | 42,41        | 14 855      | 45,52       |
| Blancs et nuls | Blancs et nuls       | Blancs et nuls | 192          | 1,39         | 800         | 5,39        |
| Exprimés       | Exprimés             | Exprimés       | 13 647       | 98,6         | 14 055      | 94,61       |

*sortant

#### Canton de Peyrolles-en-Provence
| Candidats      | Candidats              | Étiquette      | Premier tour | Premier tour | Second tour | Second tour |
| Candidats      | Candidats              | Étiquette      | Voix         | %            | Voix        | %           |
| -------------- | ---------------------- | -------------- | ------------ | ------------ | ----------- | ----------- |
|                | Alexandre Medvedowsky* | PS             | 2 456        | 39,43        | 3 930       | 62,28       |
|                | Paul Dinola            | FN             | 1 616        | 25,94        | 2 380       | 37,72       |
|                | Frantz De La Burgade   | UMP            | 1 053        | 16,90        |             |             |
|                | François Hamy          | EÉLV           | 794          | 12,75        |             |             |
|                | Vincent Grignou        | FG             | 310          | 4,98         |             |             |
|                |                        |                |              |              |             |             |
| Inscrits       | Inscrits               | Inscrits       | 14 167       | 100,00       | 14 166      | 100,00      |
| Abstentions    | Abstentions            | Abstentions    | 7 792        | 55,00        | 7 370       | 52,02       |
| Votants        | Votants                | Votants        | 6 375        | 45,00        | 6 797       | 47,98       |
| Blancs et nuls | Blancs et nuls         | Blancs et nuls | 146          | 2,29         | 487         | 7,16        |
| Exprimés       | Exprimés               | Exprimés       | 6 229        | 97,71        | 6 310       | 92,84       |

*sortant

#### Canton de Port-Saint-Louis-du-Rhône
| Candidats      | Candidats           | Étiquette      | Premier tour | Premier tour | Second tour | Second tour |
| Candidats      | Candidats           | Étiquette      | Voix         | %            | Voix        | %           |
| -------------- | ------------------- | -------------- | ------------ | ------------ | ----------- | ----------- |
|                | Philippe Caiergues  | DVD            | 1 628        | 42,00        | 2 280       | 49,39       |
|                | Jean-Marc Charrier* | FG             | 1 499        | 38,67        | 2 336       | 50,61       |
|                | Frédéric Laupies    | FN             | 419          | 10,81        |             |             |
|                | Oula Azouz          | PS             | 275          | 7,09         |             |             |
|                | Pierre-Yves Murcia  | UMP            | 55           | 1,42         |             |             |
|                |                     |                |              |              |             |             |
| Inscrits       | Inscrits            | Inscrits       | 6 227        | 100,00       | 6 223       | 100,00      |
| Abstentions    | Abstentions         | Abstentions    | 2 264        | 36,36        | 1 464       | 23,53       |
| Votants        | Votants             | Votants        | 3 963        | 63,64        | 4 759       | 76,47       |
| Blancs et nuls | Blancs et nuls      | Blancs et nuls | 87           | 2,20         | 143         | 3,00        |
| Exprimés       | Exprimés            | Exprimés       | 3 876        | 97,80        | 4 616       | 96,00       |

*sortant

#### Canton de Saint-Rémy-de-Provence
| Candidats      | Candidats            | Étiquette      | Premier tour | Premier tour | Second tour | Second tour |
| Candidats      | Candidats            | Étiquette      | Voix         | %            | Voix        | %           |
| -------------- | -------------------- | -------------- | ------------ | ------------ | ----------- | ----------- |
|                | Hervé Chérubini*     | PS             | 2 249        | 38,94        | 3 441       | 56,71       |
|                | Jean-Luc Chaneac     | UMP            | 1 447        | 25,05        | 2 550       | 43,28       |
|                | Clément Gautier      | FN             | 1 356        | 23,48        |             |             |
|                | Sylvain Weschler     | FG             | 433          | 7,50         |             |             |
|                | Didier Maurin        | MoDem          | 231          | 4,00         |             |             |
|                | Marc-Antoine Seymard | LS             | 60           | 1,04         |             |             |
|                |                      |                |              |              |             |             |
| Inscrits       | Inscrits             | Inscrits       | 12 757       | 100,00       | 12 757      | 100,00      |
| Abstentions    | Abstentions          | Abstentions    | 6 818        | 53,45        | 6 399       | 50,16       |
| Votants        | Votants              | Votants        | 5 939        | 46,55        | 6 358       | 49,84       |
| Blancs et nuls | Blancs et nuls       | Blancs et nuls | 163          | 2,74         | 467         | 7,35        |
| Exprimés       | Exprimés             | Exprimés       | 5 776        | 97,26        | 5 891       | 92,65       |

*sortant

#### Canton de Tarascon
| Candidats      | Candidats        | Étiquette      | Premier tour | Premier tour | Second tour | Second tour |
| Candidats      | Candidats        | Étiquette      | Voix         | %            | Voix        | %           |
| -------------- | ---------------- | -------------- | ------------ | ------------ | ----------- | ----------- |
|                | Lucien Limousin* | DVD            | 2 232        | 36,90        | 3 731       | 60,65       |
|                | Valérie Laupies  | FN             | 1 879        | 31,07        | 2 421       | 39,35       |
|                | Charles Fabre    | UMP            | 940          | 15,54        |             |             |
|                | Jean-René Soler  | PS             | 578          | 9,56         |             |             |
|                | Enna Dufour      | FG             | 419          | 6,93         |             |             |
|                |                  |                |              |              |             |             |
| Inscrits       | Inscrits         | Inscrits       | 13 003       | 100,00       | 13 003      | 100,00      |
| Abstentions    | Abstentions      | Abstentions    | 6 829        | 52,52        | 6 492       | 49,93       |
| Votants        | Votants          | Votants        | 6 174        | 47,48        | 6 511       | 50,07       |
| Blancs et nuls | Blancs et nuls   | Blancs et nuls | 126          | 2,04         | 359         | 5,51        |
| Exprimés       | Exprimés         | Exprimés       | 6 048        | 97,96        | 6 152       | 94,49       |

*sortant

#### Canton de Trets
| Candidats      | Candidats          | Étiquette      | Premier tour | Premier tour | Second tour | Second tour |
| Candidats      | Candidats          | Étiquette      | Voix         | %            | Voix        | %           |
| -------------- | ------------------ | -------------- | ------------ | ------------ | ----------- | ----------- |
|                | Roger Tassy*       | PS             | 3 126        | 30,36        | 5 523       | 53,44       |
|                | Jean Bonfillon     | DVD            | 2 941        | 28,56        | 4 811       | 46,56       |
|                | Max Bugnet         | FN             | 2 016        | 19,58        |             |             |
|                | Marie-Nicole Payet | EÉLV           | 1 283        | 12,46        |             |             |
|                | Pierre Capell      | FG             | 720          | 6,99         |             |             |
|                | Alain Kavazian     | Trèfle         | 210          | 2,04         |             |             |
|                |                    |                |              |              |             |             |
| Inscrits       | Inscrits           | Inscrits       | 23 380       | 100,00       | 23 378      | 100,00      |
| Abstentions    | Abstentions        | Abstentions    | 12 900       | 55,18        | 12 320      | 52,70       |
| Votants        | Votants            | Votants        | 10 480       | 44,82        | 11 058      | 47,30       |
| Blancs et nuls | Blancs et nuls     | Blancs et nuls | 184          | 1,42         | 724         | 6,55        |
| Exprimés       | Exprimés           | Exprimés       | 10 296       | 98,57        | 10 334      | 93,45       |

*sortant

#### Canton de Vitrolles
| Candidats      | Candidats             | Étiquette      | Premier tour | Premier tour | Second tour | Second tour |
| Candidats      | Candidats             | Étiquette      | Voix         | %            | Voix        | %           |
| -------------- | --------------------- | -------------- | ------------ | ------------ | ----------- | ----------- |
|                | Loïc Gachon*          | PS             | 3 241        | 36,27        | 6 232       | 60,77       |
|                | Adrien Rondini        | FN             | 2 519        | 28,19        | 4 023       | 39,23       |
|                | Christiane Aleman     | UMP            | 924          | 10,34        |             |             |
|                | Philippe Gardiol      | EÉLV           | 872          | 9,76         |             |             |
|                | Henri Agarrat         | FG             | 860          | 9,63         |             |             |
|                | Alain Cesari          | DVD            | 322          | 3,60         |             |             |
|                | Faouzi Djedou-Benabid | SE             | 101          | 1,13         |             |             |
|                | Christian Luccantoni  | POI            | 96           | 1,07         |             |             |
| Inscrits       | Inscrits              | Inscrits       | 23 035       | 100,00       | 23 035      | 100,00      |
| Abstentions    | Abstentions           | Abstentions    | 13 891       | 60,30        | 12 260      | 53,22       |
| Votants        | Votants               | Votants        | 9 144        | 39,70        | 10 775      | 46,78       |
| Blancs et nuls | Blancs et nuls        | Blancs et nuls | 209          | 2,29         | 520         | 4,83        |
| Exprimés       | Exprimés              | Exprimés       | 8 935        | 97,7         | 10 255      | 95,17       |

*sortant